# Gerardus Johannes Hengeveld
Gerardus Johannes Hengeveld (Wilnis, 25 februari 1814 - Haarlem, 3 november 1894) was rijksveearts, leraar aan de Veeartsenijschool in Utrecht, grondlegger van het Nederlandse Rundveestamboek en schrijver van onder andere het boek Het Rundvee, zijne verschillende soorten, rassen en veredeling (1865, Haarlem, De Erven Loosjes). Twee delen. Deel twee: Nederlandsche runderen en hunne veredeling.
- Biografisch Portaal: 70738534
- Digitale Bibliotheek voor de Nederlandse Letteren: heng013
- Nederlandse Thesaurus van Auteursnamen: 070458103
- Virtual International Authority File: 280329989